# Lebiinae
De Lebiinae zijn een onderfamilie van kevers in de familie loopkevers (Carabidae). De onderfamilie telt ruim driehonderd geslachten.

## Geslachten
- Abrodiella Bousquet, 2002
- Actenonyx White, 1846
- Aeolodermus Andrewes, 1929
- Afrodromius Basilewsky, 1958
- Afrotarus Jeannel, 1949
- Agatus Motschulsky, 1845
- Agonocheila Chaudoir, 1848
- Agra Fabricius, 1801
- Alkestis Liebke, 1939
- Allardina Basilewsky, 1963
- Allocota Motschulsky, 1859
- Allophanes Andrewes, 1939
- Allophanopsis Louwerens, 1952
- Amblops Andrewes, 1931
- Amelus Chaudoir, 1872
- Amphimenes Bates, 1873
- Amphimenoides Kirschenhofer, 1999
- Amphithasus Bates, 1871
- Anasis Castelnau, 1867
- Anaulacus Mcleay, 1825
- Anchista Nietner, 1856
- Anchonoderus Reiche, 1843
- Andrewesia Csiki, 1932
- Anomotarus Chaudoir, 1875
- Antimerina Alluaud, 1898
- Apenes LeConte, 1851
- Aporesthus Bates, 1871
- Apristomimus Mateu, 1969
- Apristus Chaudoir, 1846
- Apterodromites Mateu, 1976
- Arame Andrewes, 1919
- Archicolliuris Liebke, 1931
- Aristolebia Bates, 1892
- Arsinoe Castelnau, 1835
- Asios Liebke, 1933
- Asklepia Liebke, 1938
- Aspasiola Chaudoir, 1877
- Assadecma Basilewsky, 1982
- Astastus Peringuey, 1896
- Atlantomasoreus Mateu, 1984
- Auchmerus Andrewes, 1930
- Aulacolius Sloane, 1923
- Australomasoreus Baehr, 2007
- Axinopalpus LeConte, 1848
- Barrymooreana Baehr, 1997
- Basistichus Sloane, 1917
- Brachichila Chaudoir, 1869
- Brachyctis Chaudoir, 1869
- Brachynopterus Bedel, 1898
- Brigalowia Baehr, 2006
- Calleida Latreille & Dejean, 1824
- Calleidomorpha Motschulsky, 1855
- Callidadelpha Steinheil, 1875
- Calodromius Reitter, 1905
- Calophaena Klug, 1821
- Calophaenoidea Liebke, 1930
- Calybe Laporte, 1834
- Carbonellia Mateu, 1968
- Catascopellus Straneo, 1969
- Catascopus Kirby, 1825
- Celaenephes Schmidt-Gobel, 1846
- Chaudoirina Mateu, 1954
- Clarencia Sloane, 1917
- Colliuris Degeer, 1774
- Coptodera Dejean, 1825
- Coptoptera Chaudoir, 1837
- Coptopterella Basilewsky, 1961
- Coptopterina Basilewsky, 1956
- Corsyra Dejean, 1825
- Cosnania Dejean, 1821
- Crassacantha Baehr, 1995
- Crassagena Baehr, 2006
- Cryptobatis Eschscholtz, 1829
- Cryptocolliuris Basilewsky, 1955
- Cteatus Liebke, 1936
- Cyanotarus Reed, 1874
- Cyclosomus Latreille, 1829
- Cylindrocranius Chaudoir, 1878
- Cylindronotum Putzeys, 1846
- Cylindropectus Mateu, 1974
- Cymindis Latreille, 1806
- Cymindoidea Laporte, 1833
- Daer Semenov & Znojko, 1929
- Dasiosoma Britton, 1937
- Deipyrodes Bousquet, 2002
- Demetrias Bonelli, 1810
- Demetrida White, 1846
- Demetriola Jeannel, 1949
- Dianella Jedlicka, 1952
- Dicraspeda Chaudoir, 1862
- Diploharpus Chaudoir, 1850
- Discoptera Semenov, 1889
- Dobodura Darlington, 1968
- Dolichoctis Schmidt-Gobel, 1846
- Dontolobus Basilewsky, 1970
- Dromidea Perroud & Montrouzier, 1864
- Dromiops Peringuey, 1899
- Dromius Bonelli, 1810
- Dromoceryx Schmidt-Goebel, 1846
- Drymatus Motschulsky, 1862
- Endynomena Chaudoir, 1872
- Epikastea Liebke, 1936
- Erectocolliuris Liebke, 1931
- Eremolestes Maindron, 1905
- Eucaerus LeConte, 1853
- Eucheila Dejean, 1829
- Eucolliuris Liebke, 1931
- Eudalia Castelnau, 1868
- Eujalmenus Bousquet, 2002
- Euphorticus Horn, 1881
- Euproctinus Leng and Mutchler, 1927
- Eurycoleus Chaudoir, 1848
- Eurydera Laporte, 1831
- Falsodromius Mateu, 1976
- Formosiella Jedlicka, 1951
- Gallerucidia Chaudoir, 1872
- Gestroania Csiki, 1932
- Giachinoana Baehr, 2003
- Gidda Andrewes, 1920
- Glycia Chaudoir, 1842
- Glyphodactyla Chaudoir, 1837
- Gnopheroides Bousquet, 2002
- Graphipterus Latreille, 1802
- Grundmannius Basilewsky, 1965
- Guatemalteca Erwin, 2004
- Habutarus Ball & Hilchie, 1983
- Holcoderus Chaudoir, 1869
- Homethes Newman, 1842
- Horniulus Jedlicka, 1932
- Hyboptera Chaudoir, 1872
- Hystrichopus Boheman, 1848
- Infernophilus Larson, 1969
- Klepteromimus Peringuey, 1898
- Labocephalus Chaudoir, 1848
- Lachnoderma W.J.MacLeay, 1873
- Lachnolebia Maindron, 1905
- Lachnophorus Dejean, 1831
- Lachnothorax Motschulsky, 1862
- Lasiocera Dejean, 1831
- Lebia Latreille, 1802
- Lebidema Motschulsky, 1864
- Lebidia A.Morawitz, 1862
- Lebiomorphica Lorenz, 1998
- Lebistina Motschulsky, 1864
- Lebistinida Peringuey, 1898
- Lelis Chaudoir, 1869
- Leptosarcus Peringuey, 1896
- Leuropus Andrewes, 1947
- Lichnasthenus J.Thomson, 1858
- Lionedya Chaudoir, 1871
- Lionychus Wissmann, 1846
- Lioptera Chaudoir, 1869
- Lipostratia Chaudoir, 1872
- Lobodontidius Basilewsky, 1970
- Lobodontulus Basilewsky, 1970
- Lobodontus Chaudoir, 1842
- Lophidius Dejean, 1831
- Madecassina Jeannel, 1949
- Mascarenhia Alluaud, 1933
- Masoreus Dejean, 1821
- Matabele Peringuey, 1896
- Megalebia Mateu, 1972
- Menarus Jedlicka, 1934
- Merizomena Chaudoir, 1872
- Mesolestes Schatzmayr, 1943
- Metablus Jedlicka, 1958
- Metadromius Bedel, 1907
- Metallica Chaudoir, 1872
- Metascopus Basilewsky, 1970
- Metaxymorphus Chaudoir, 1850
- Microdaccus Schaum, 1864
- Microlestes Schmidt-Gobel, 1846
- Microlestodes Baehr, 1987
- Mimocolliuris Liebke, 1933
- Mimodromius Chaudoir, 1873
- Mimophilorhizus Mateu, 1993
- Mimovelindopsis Mateu, 1963
- Minuphloeus Darlington, 1968
- Minuthodes Andrewes, 1941
- Miscelus Klug, 1834
- Mizotrechus Bates, 1872
- Mnuphorus Chaudoir, 1873
- Mochtheroides Andrewes, 1923
- Mochtherus Schmidt-Gobel, 1846
- Monnea Mateu, 1970
- Mormolyce Hagenbach, 1825
- Mormolycina Jeannel, 1949
- Morphaeus Kirschenhofer, 1999
- Myrmecodemus Sloane, 1923
- Negrea Mateu, 1968
- Nemotarsus LeConte, 1853
- Neocoptodera Jeannel, 1949
- Neoeudalia Baehr, 2005
- Nycteis Castelnau, 1835
- Odacantha Paykull, 1798
- Odontomasoreus Darlington, 1968
- Oechalius Liebke, 1935
- Oecornis Britton, 1940
- Omobrus Andrewes, 1930
- Omophagus Andrewes, 1937
- Onota Chaudoir, 1872
- Ophionea Klug, 1821
- Oreodicastes Maindron, 1905
- Orionella Jedlicka, 1963
- Orthobasis Chaudoir, 1871
- Otoglossa Chaudoir, 1872
- Oxoides Solier, 1849
- Oxyodontus Chaudoir, 1869
- Pachycallida Jeannel, 1949
- Pachylebia Jeannel, 1949
- Pachylebiodes Mateu, 1971
- Paradromius Fowler, 1887
- Paraglycia Bedel, 1904
- Paralophidius Basilewsky, 1986
- Parascopodes Darlington, 1968
- Parena Motschulsky, 1859
- Pareurydera Jeannel, 1949
- Paulianites Jeannel, 1959
- Paulianolebia Mateu, 1971
- Pectinitarsus Fairmaire, 1881
- Peliocypas Schmidt-Gobel, 1846
- Pentagonica Schmidt-Gobel, 1846
- Pephrica Alluaud, 1936
- Pericalus W.S.MacLeay, 1825
- Perigona Laporte, 1835
- Peripristus Chaudoir, 1869
- Petrimagnia Kryzhanovskij & Mikhailov, 1971
- Phacocerus Chaudoir, 1872
- Philophlaeus Chaudoir, 1844
- Philorhizus Hope, 1838
- Phloeoxena Chaudoir, 1869
- Phloeozeteus Peyron, 1856
- Physodera Eschscholtz, 1829
- Piezia Brulle, 1834
- Plagiopyga Boheman, 1848
- Platytarus Fairmaire, 1850
- Plochionus Latreille & Dejean, 1821
- Polyaulacus Chaudoir, 1878
- Polydamasium Liebke, 1938
- Pontonoa Liebke, 1935
- Porocara Sloane, 1917
- Praepristus Kirschenhofer, 1999
- Pristacrus Chaudoir, 1869
- Protocolliuris Liebke, 1931
- Psammodromius Peyerimhoff, 1927
- Pseudocalleida Kirschenhofer, 2010
- Pseudomasoreus Desbrochers des Loges, 1904
- Pseudomenarus Shibata, 1964
- Pseudomonnea Mateu, 1983
- Pseudopachylebia Mateu, 1971
- Pseudophorticus Erwin, 2004
- Pseudosinurus Kirschenhofer, 1999
- Pseudotoglossa Mateu, 1961
- Pseudotrechus Rosenhauer, 1856
- Pylartesius Liebke, 1939
- Quammenis Erwin, 2000
- Renneria Baehr, 1999
- Rhopalostyla Chaudoir, 1850
- Ripogenites Basilewsky, 1954
- Sarothrocrepis Chaudoir, 1850
- Scalidion Schmidt-Gobel, 1846
- Scopodes Erichson, 1842
- Selina Motschulsky, 1858
- Serrimargo Chaudoir, 1869
- Setolebia Jedlicka, 1941
- Sfitakantha Andrewes, 1919
- Singiliomimus Peringuey, 1896
- Singilis Rambur, 1837
- Sinurus Chaudoir, 1869
- Smeringocera Chaudoir, 1862
- Sofota Jedlicka, 1951
- Somalodromius Mateu, 1967
- Somoplatodes Basilewsky, 1986
- Somoplatus Dejean, 1829
- Somotrichus Seidlitz, 1887
- Speotarus Moore, 1964
- Stenidia Brulle, 1834
- Stenognathus Chaudoir, 1843
- Stenotelus Bouchard, 1903
- Stilboma Andrewes, 1933
- Straneotia Mateu, 1961
- Stricklandiana Bousquet, 2002
- Sugimotoa Habu, 1975
- Syntomus Hope, 1838
- Taicona Bates, 1873
- Tantillus Chaudoir, 1869
- Taridius Chaudoir, 1875
- Tecnophilus Chaudoir, 1877
- Teiresia Liebke, 1935
- Teradaia Habu, 1979
- Tetragonoderus Dejean, 1829
- Thoasia Liebke, 1939
- Thyreochaetus Basilewsky, 1959
- Thyreopterus Dejean, 1831
- Thysanotus Chaudoir, 1848
- Tilius Chaudoir, 1876
- Titaresius Liebke, 1935
- Trichidema Basilewsky, 1956
- Trichis Klug, 1832
- Trichocoptodera Louwerens, 1958
- Trichopiezia Negre, 1955
- Trigonothops W.J.MacLeay, 1864
- Trymosternus Chaudoir, 1873
- Valeriaaschero Erwin, 2004
- Velinda Andrewes, 1921
- Velindastus Schule & Lorenz, 2008
- Velindomimus Jeannel, 1955
- Velindopsis Burgeon, 1937
- Vianasia Mateu, 1955
- Xanthomelina Iablokoff-Khnzorian, 1964
- Xenitenopsis Basilewsky, 1956
- Xenitenus Peringuey, 1896
- Xenodromius Bates, 1891
- Zolotarevskyella Mateu, 1953